# 심야의 대결
심야의 대결은 한국에서 제작된 임원식 감독의 1969년 영화이다. 장동휘 등이 주연으로 출연하였고 한갑진 등이 제작에 참여하였다.

## 출연

### 주연
- 장동휘
- 허장강
- 남정임
- 남진

## 제작진
- 조명: 김연
- 미술: 김계준